# Negro League
Les Negro Leagues étaient des ligues professionnelles américaines de baseball réservées aux Noirs (Afro-Américains) lors de la période de ségrégation, de la fin du XIXe siècle à 1948. La ségrégation prend fin dans le baseball en 1947 avec l'arrivée de Jackie Robinson chez les Dodgers de Brooklyn. Les Negro Leagues cessent alors leurs activités. Les plus prestigieuses ligues étaient surnommées Negro Major Leagues (ligues majeures noires).

## Les débuts des Negro Leagues
Le premier match de baseball mettant aux prises deux équipes formées de joueurs noirs eut lieu le 28 septembre 1860 à l'Elysian Fields à Hoboken. Les Weeksville of New York s'imposèrent 11-0 contre le Colored Union Club.
À la fin des années 1860, Philadelphie se dote d'une formation de premier plan, les Philadelphia Pythians. Ils posèrent leur candidature pour rejoindre la National Association of Base Ball Players, mais cette dernière fut rejetée en 1867. Aucun joueur noir n'est alors accepté dans cette ligue. L'étau se desserre très timidement avec la mise en place de la Ligue nationale, qui ne réagit pas quand quelques rares joueurs noirs évoluent en son sein au début des années 1880. Changement d'attitude en 1887 avec l'interdiction d'aligner des joueurs noirs en ligue nationale. Les ligues mineures s'alignent sur cette politique en 1888. Cette interdiction sera levée de fait le 15 avril 1947 avec les débuts de Jackie Robinson avec les Brooklyn Dodgers.
En dehors du système des ligues, la formation new-yorkaise des Cuban Giants, qui n'ont rien de cubain, déplace les foules et inspire la création des premières ligues. La première Negro League est créée en 1885. La Southern League of Base Ballists comprend dix clubs et cesse ses activités après une seule saison d'existence. La National Colored Base Ball League prend le relais en 1887 avec neuf équipes, pour une seule saison également. De nombreuses ligues, plus ou moins éphémères, se forment par la suite à travers l'ensemble des États-Unis.

## Les Ligues majeures noires

### 1920-1932
- Negro National League (première version), 1920 – 1931

| - 1920 : Chicago American Giants - 1921 : Chicago American Giants - 1922 : Chicago American Giants - 1923 : Kansas City Monarchs - 1924 : Kansas City Monarchs - 1925 : Kansas City Monarchs |  | - 1926 : Chicago American Giants - 1927 : Chicago American Giants - 1928 : St. Louis Stars - 1929 : Kansas City Monarchs - 1930 : St. Louis Stars - 1931 : St. Louis Stars |

- Eastern Colored League, 1923 – 1928

- - 1923 : Hilldale Club
  - 1924 : Hilldale Club
  - 1925 : Hilldale Club
  - 1926 : Bacharach Giants
  - 1927 : Bacharach Giants

Les champions de ces deux ligues s'affrontent en fin de saison pour les séries mondiales noires de 1924 à 1927.
- 1924 : Kansas City Monarchs NNL 5-4 Hilldale Club ECL
- 1925 : Hilldale Club ECL 5-1 Kansas City Monarchs NNL
- 1926 : Chicago American Giants NNL 5-3 Bacharach Giants ECL
- 1927 : Chicago American Giants NNL 5-3 Bacharach Giants ECL

### 1933-1948
- Negro National League (deuxième version), 1933 – 1948.

| - 1933 Cole's Chicago American Giants (première partie de la saison) et Pittsburgh Crawfords (seconde partie de la saison) - 1934 : Philadelphia Stars - 1935 : Pittsburgh Crawfords - 1936 : Pittsburgh Crawfords - 1937 : Grays de Homestead - 1938 : Grays de Homestead - 1939 : Grays de Homestead - 1940 : Grays de Homestead |  | - 1941 : Grays de Homestead - 1942 : Grays de Homestead - 1943 : Grays de Homestead - 1944 : Grays de Homestead - 1945 : Grays de Homestead - 1946 : Eagles de Newark - 1947 : New York Cubans - 1948 : Grays de Homestead |

- Negro American League, 1937 – environ 1960.

| - 1937 : Kansas City Monarchs - 1938 : Memphis Red Sox - 1939 : Kansas City Monarchs - 1940 : Kansas City Monarchs - 1941 : Kansas City Monarchs - 1942 : Kansas City Monarchs - 1943 : Birmingham Black Barons - 1944 : Birmingham Black Barons - 1945 : Cleveland Buckeyes - 1946 : Kansas City Monarchs - 1947 : Cleveland Buckeyes |  | - 1948 : Birmingham Black Barons - 1949 : Baltimore Elite Giants - 1950 : Indianapolis Clowns - 1951 : Indianapolis Clowns - 1952 : Indianapolis Clowns - 1953 : Kansas City Monarchs - 1954 : Indianapolis Clowns - 1955 : Birmingham Black Barons (première partie de la saison) et Detroit Stars (seconde partie de la saison) - 1956 : Detroit Stars - 1957 : Kansas City Monarchs |

Après 1950, cette ligue devient si anecdotique que les historiens américains du baseball n'ont pas pu dater avec précision sa cessation d'activité.
Les champions de ces deux ligues s'affrontent en fin de saison pour les séries mondiales noires de 1942 à 1948.
- 1942 : Kansas City Monarchs NAL 4-0 Homestead Grays NNL
- 1943 : Homestead Grays NNL 4-3 Birmingham Black Barons NAL
- 1944 : Homestead Grays NNL 4-1 Birmingham Black Barons NAL
- 1945 : Cleveland Buckeyes NAL 4-0 Homestead Grays NNL
- 1946 : Eagles de Newark NNL 4-3 Kansas City Monarchs NAL
- 1947 : New York Cubans NNL 4-1 Cleveland Buckeyes NAL
- 1948 : Homestead Grays NNL 4-1 Birmingham Black Barons NAL